# Leone Vetrano
Leone Vetrano (Génova, c. 1165-Corfú, 1206) fue un almirante italiano.

## Biografía
Vetrano nació en Génova alrededor de 1165 en una familia noble siciliano-genovesa. Algunas fuentes menos seguras indicaron genéricamente a Sicilia como el lugar de nacimiento, pero, según las fuentes de los archivos de historia de la patria genovesa, su nacimiento en Liguria parece ahora establecido. Inmediatamente se embarcó en una carrera marítima y corsaria, y organizó una verdadera flota personal y devino en uno de los almirantes más poderosos y atrevidos del Mediterráneo en nombre de la República de Génova. 
Hacia 1197 Vetrano conquistó Corfú. Fue el gobernante indiscutible de Corfú y le dio paz a la isla y cierta prosperidad. También intentó expandir sus dominios con expediciones al Helesponto, el mar Egeo y el Peloponeso, donde conquistó brevemente la ciudad de Modona.
Sin embargo, poco después su dominio se vio afectado, ya que comenzó a ser amenazado por los venecianos. De hecho, en 1204, después de haber ocupado Constantinopla, la flota liderada por el almirante Giacomo Morosini se dirigió definitivamente hacia Corfú. Las primeras escaramuzas fueron a favor de Vetrano, que logró expulsarlos de la isla. Sin embargo, los venecianos se dispusieron a preparar un ataque sorpresa, que se lanzó en 1206, en la cual aprovecharon su ausencia. Corfú fue sometido a fuego y espada y Vetrano fue capturado poco después en Modona. De ahí lo llevaron a Corfú, donde lo ejecutaron.